# 蕭逢源
蕭逢源（?—?），字左其，号麓村，福建省臺南府鳳山縣人，清朝政治人物、諸生，同進士出身。
光緒十四年（1888年）舉人。光緒二十年（1894年），参加光緒甲午科殿試，登進士三甲60名。同年五月，著交吏部掣签分发各省，以知县即用。清廷割臺後，攜帶家眷內渡，擔任浙江釐金局局長，並任會稽縣知縣。